# Rabbenu Tam
Jacob ben Meir Tam, més conegunt com Rabbenu Tam, va ser un comentarista jueu de la Torà i el Talmud. Va ser net de Raixí, i els seus comentaris encara avui dia s'imprimeixen al costat dels textos sagrats.
Durant la Segona Croada, Rabbenu Tam va ser torturat per la turbamulta que la conformava els quals, després de destruir i saquejar la seva casa, el van dur fora del poble per assassinar-lo, salvant la vida, providencialment, amb l'ajut d'un noble que va assegurar als assaltants que aconsseguiria que el rabí es convertís al cristianisme.